# Ingriërs

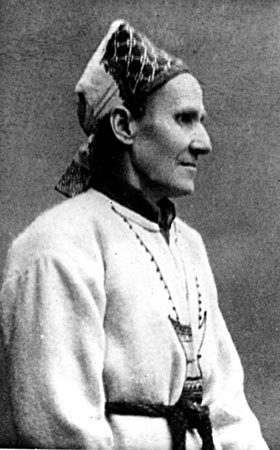
De Ingrische dichteres Larin Paraske (1833-1904)

De Ingriërs (ook wel Izjoriërs genoemd) (Ingrisch: inkeroin, ižora, ižoralain/ižoralaizet, karjalain/karjalaizet; Russisch: Ижора, Izjora) zijn een inheemse bevolkingsgroep in Ingermanland (Ingrië), de historische regio rond Sint-Petersburg in Rusland. Ze behoren tot de Oostzee-Finse volkeren. Vandaag de dag zijn er nog maar enkele honderden Ingriërs over, die voornamelijk in westelijk Ingermanland wonen, in het gebied tussen de rivieren Narva en Neva. Ze noemen zichzelf: Ingry, Inkeriot of Isurit.
De Ingriërs kwamen waarschijnlijk in de 11e eeuw naar Ingermanland vanuit het noordelijker gelegen Karelië. Ze zijn voornamelijk Russisch-orthodox en spreken een eigen taal, het Ingrisch.
De Ingriërs moeten niet verward worden met de Ingermanland-Finnen, de luthers-Finse bevolking van Ingrië, die soms ook "Ingriërs" genoemd worden.

## Aantal Ingriërs
Het aantal Ingriërs  is langzaam maar zeker achteruitgegaan, door Zweeds en Russisch assimilatiebeleid, gepaard met herhaaldelijke deportaties van Ingriërs en grote immigraties van kolonisten uit Finland en Rusland naar Ingermanland, en door grote repressie tijdens het regime van Stalin.
De vestiging van de Russische hoofdstad Sint-Petersburg in het Ingrisch gebied in 1703 had een groot effect op de Ingriërs: de stad gaf veel werkgelegenheid, hoewel de Ingrische boeren ook tot horigen (een soort slaven) gereduceerd werden, om als zodanig ingezet te worden bij de stadsuitbreiding. Het betekende ook een sterke russificatie van het gebied. Zo werden de Ingrische plaatsnamen rond de stad vervangen door Russische namen.
In de jaren dertig van de 20e eeuw volgde hevige repressie door Stalin, die Ingriërs, Woten en andere etnische groepen bestempelde als "vijanden van het volk" en ze dwong zich over de hele Sovjet-Unie te verspreiden. In 1942-1943 werden de overgebleven Ingriërs en Woten geëvacueerd naar Finland. Na de Tweede Wereldoorlog keerden ze terug naar de Sovjet-Unie maar werden over verschillende regio's verspreid. Pas na 1956 mochten ze weer terugkeren naar Ingrië, maar er waren er op dat moment nog maar zo'n 1000 over.

### Aantal volgens schattingen en volkstellingen
- 1848 – 17.800
- 1926 – 26.137
- 1959 – 1100
- 1989 – 802 (van wie er slechts 302 het Ingrisch beheersten)
- 2002 – 327
- 2010 - 266 (van wie er 123 het Ingrisch beheersten)[1][2]

Abazijnen ·
Abchaziërs ·
Achvachen ·
Adygeeërs ·
Aino ·
Aleoeten ·
Aljoetoren ·
Altaj (Oirot) ·
Andi ·
Armeniërs ·
Avaren ·
Azerbeidzjanen·
Balkaren ·
Baraba ·
Basjkieren ·
Bergjoden ·
Boerjaten ·
Chakassen ·
Chanten ·
Chinezen ·
Dargienen ·
Dolganen ·
Enetsen ·
Evenen ·
Evenken ·
Georgiërs ·
Grieken ·
Ingoesjen ·
Ingriërs ·
Itelmenen ·
Jakoeten ·
Joden ·
Joekagieren ·
Joepiken ·
Kabardijnen ·
Kalmukken ·
Kamtsjadalen ·
Karatsjajers ·
Kareliërs ·
Kazachen ·
Kereken ·
Ketten ·
Komi ·
Koreanen ·
Korjaken ·
Korjo-saram ·
Krim-Tataren ·
Lezgiërs ·
Mansen ·
Mari (Tsjeremissen) ·
Meschetische Turken ·
Mordwienen ·
Nanai ·
Negidalen ·
Nenetsen (Joeraken) ·
Nganasanen ·
Nivchen (Giljaken) ·
Nogai ·
Oedegen ·
Oedmoerten ·
Oekraïners ·
Oeltsjen ·
Oezbeken ·
Oroken ·
Orotsjen ·
Osseten ·
Polen ·
Pomoren ·
Rusland-Duitsers (inclusief Wolga-Duitsers) ·
Russen ·
Samen (Lappen) ·
Selkoepen ·
Sjoren ·
Sojoten ·
Tabassaranen ·
Perzen (Tadzjieken) ·
Taten ·
Teleoeten ·
Tofalaren ·
Tsachoeriërs (Caxur) ·
Tsjerkessen ·
Tsjetsjenen (Noxchi) ·
Tsjoektsjen ·
Tsjoelymen ·
Tsjoevanen ·
Tsjoevasjen ·
Turkmenen ·
Toevanen ·
Wepsen ·
Belarussen (Wit-Russen) ·
Wolga-Tataren ·
Woten